# Prognichthys
Prognichthys är ett släkte av fiskar. Prognichthys ingår i familjen Exocoetidae.
Kladogram enligt Catalogue of Life:
| Prognichthys | \| \| Prognichthys brevipinnis \| \| \| \| \| \| Prognichthys gibbifrons \| \| \| \| \| \| Prognichthys glaphyrae \| \| \| \| \| \| Prognichthys occidentalis \| \| \| \| \| \| Prognichthys sealei \| \| \| \| \| \| Prognichthys tringa \| \| \| \| |
|              | \| \| Prognichthys brevipinnis \| \| \| \| \| \| Prognichthys gibbifrons \| \| \| \| \| \| Prognichthys glaphyrae \| \| \| \| \| \| Prognichthys occidentalis \| \| \| \| \| \| Prognichthys sealei \| \| \| \| \| \| Prognichthys tringa \| \| \| \| |
|              | Cheilopogon |
|              | |
|              | Cypselurus |
|              | |
|              | Exocoetus |
|              | |
|              | Fodiator |
|              | |
|              | Hirundichthys |
|              | |
|              | Parexocoetus |
|              | |
|              | Prognichthys brevipinnis |
|              | |
|              | Prognichthys gibbifrons |
|              | |
|              | Prognichthys glaphyrae |
|              | |
|              | Prognichthys occidentalis |
|              | |
|              | Prognichthys sealei |
|              | |
|              | Prognichthys tringa |
|              | |

|  | Prognichthys brevipinnis  |
|  |                           |
|  | Prognichthys gibbifrons   |
|  |                           |
|  | Prognichthys glaphyrae    |
|  |                           |
|  | Prognichthys occidentalis |
|  |                           |
|  | Prognichthys sealei       |
|  |                           |
|  | Prognichthys tringa       |
|  |                           |